# Reglas para la dirección de la mente
Reglas para la dirección de la mente (en latín, Regulae ad directionem ingenii) es un tratado inconcluso escrito por René Descartes posiblemente entre 1623 y 1629, y más probablemente en 1628. Este trabajo planteó la base de su trabajo posterior sobre problemas complejos de matemáticas, ciencias y filosofía.

## Contenido
reglas que explicaran en detalle el método fundamentado en el Discurso del método, su obra más importante. De ellas, sólo se escribieron finalmente 21,su obra, en textos tales como Geometría.

### Reglas
Las 12 primeras reglas tratan de su metodología científica propuesta en general:
1. El objetivo de nuestros estudios debe ser la dirección de nuestra mente para que pueda formar juicios sólidos y verdaderos sobre cualquier asunto que surja.
2. Debemos ocuparnos solo de aquellos objetos que nuestras facultades intelectuales parecen competentes para saber de manera clara e indudable.
3. Con respecto a cualquier tema que nos proponemos investigar, no debemos preguntar qué han pensado otras personas, o lo que nosotros mismos conjeturamos, sino lo que podemos percibir clara y manifiestamente por intuición o deducir con certeza. Porque no hay otra forma de adquirir conocimiento.
4. Se necesita un método para descubrir la verdad.
5. El método consiste enteramente en el orden y la disposición de los objetos hacia los cuales debe dirigirse nuestra visión mental si queremos descubrir alguna verdad. Cumpliremos exactamente con esto si reducimos paso a paso las proposiciones involucradas y oscuras a aquellas que son más simples, y luego comenzando con la comprensión intuitiva de todos aquellos que son absolutamente simples, intentamos ascender al conocimiento de todos los demás siguiendo pasos similares.
6. Para separar lo que es bastante simple de lo que es complejo, y para organizar estos asuntos de manera metódica, en el caso de cada serie en la que hemos deducido ciertos hechos uno del otro, debemos notar qué hecho es simple. y para marcar el intervalo, mayor, menor o igual, que separa a todos los demás de esto.
7. Si deseamos que nuestra ciencia esté completa, aquellos asuntos que promueven el fin que tenemos a la vista deben ser analizados por un movimiento de pensamiento que es continuo y en ningún lugar interrumpido; también deben incluirse en una enumeración que sea adecuada y metódica.
8. Si en los asuntos a examinar llegamos a un paso en la serie en el que nuestra comprensión no es lo suficientemente buena como para tener una cognición intuitiva, debemos detenernos allí. No debemos intentar examinar lo que sigue; Así nos ahorraremos el trabajo superfluo.
9. Deberíamos dedicar toda nuestra atención a los hechos más insignificantes y más fáciles de dominar, y permanecer mucho tiempo en su contemplación hasta que estemos acostumbrados a contemplar la verdad de manera clara y distinta.
10. Para que pueda adquirir la sagacidad, la mente debe ejercerse en la búsqueda de aquellas investigaciones cuya solución ya ha sido encontrada por otros; y debería atravesar de manera sistemática incluso los inventos más insignificantes de los hombres, aunque deberían preferirse aquellos en los que el orden esté explicado o implícito.
11. Si, después de que hayamos reconocido intuitivamente una cantidad de verdades simples, deseamos extraer alguna inferencia de ellas, es útil repasarlas en un acto de pensamiento continuo e ininterrumpido, reflexionar sobre sus relaciones entre sí y captar juntas distintas de estas proposiciones en la medida de lo posible al mismo tiempo. Porque esta es una manera de hacer que nuestro conocimiento sea mucho más seguro y de aumentar en gran medida el poder de la mente.
12. Finalmente, debemos emplear toda la ayuda de la comprensión , la imaginación , el sentido y la memoria, primero con el propósito de tener una intuición distinta de las proposiciones simples; En parte también para comparar las proposiciones.